# (Des)controle
(Des)controle é um filme brasileiro de dramédia em com produção da Migdal Filmes com Sony Pictures e Elo Studios. Dirigido por Rosane Svartman com co-direção de Carol Minêm, protagonizado por Carolina Dieckmmann  responsáveis também pela distribuição. O roteiro é assinado por Iafa Britz e Felipe Sholl, com colaboração de Bia Crespo.

## Sinopse
Kátia Klein (Carolina Dieckmmann) é uma escritora de 45 anos que enfrenta uma crise criativa enquanto lida com as crescentes pressões em sua vida pessoal e profissional. À procura de um escape, ela passa de uma simples taça de vinho ao descontrole total, mergulhando no alcoolismo sem perceber. A trama aborda com leveza e profundidade os desafios da saúde mental, da dependência química e da busca por equilíbrio em meio às expectativas da sociedade.

## Elenco
- Carolina Dieckmmann como Kátia Klein
- Daniel Filho
- Caco Ciocler
- Júlia Rabello